# 三船久蔵
三船 久蔵（みふね きゅうぞう、1883年〈明治16年〉4月21日 - 1965年〈昭和40年〉1月27日）は、日本の柔道家。段位は講道館柔道十段。大日本武徳会柔道範士。
身長159 cm、体重55 kg。小柄な体型ながら空気投げなどの新技をあみ出し、1945年（昭和20年）最高位の十段を授けられ名人の称を受ける。「理論の嘉納、実践の三船」といわれ、柔道創始者である嘉納治五郎の理論を実践することに力をいれたことから柔道の神様とあがめられた。出身地の岩手県久慈市に三船十段記念館が建てられた。

## 経歴

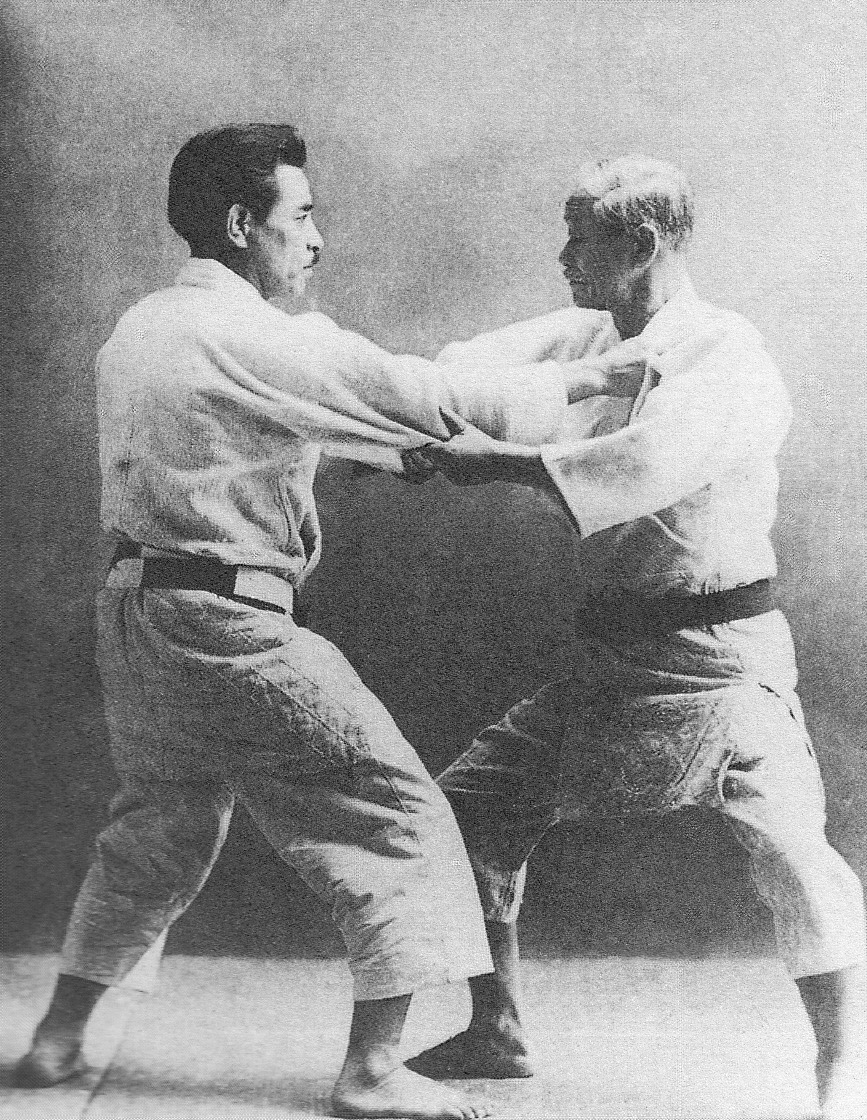
三船久蔵（左）と嘉納治五郎（右）

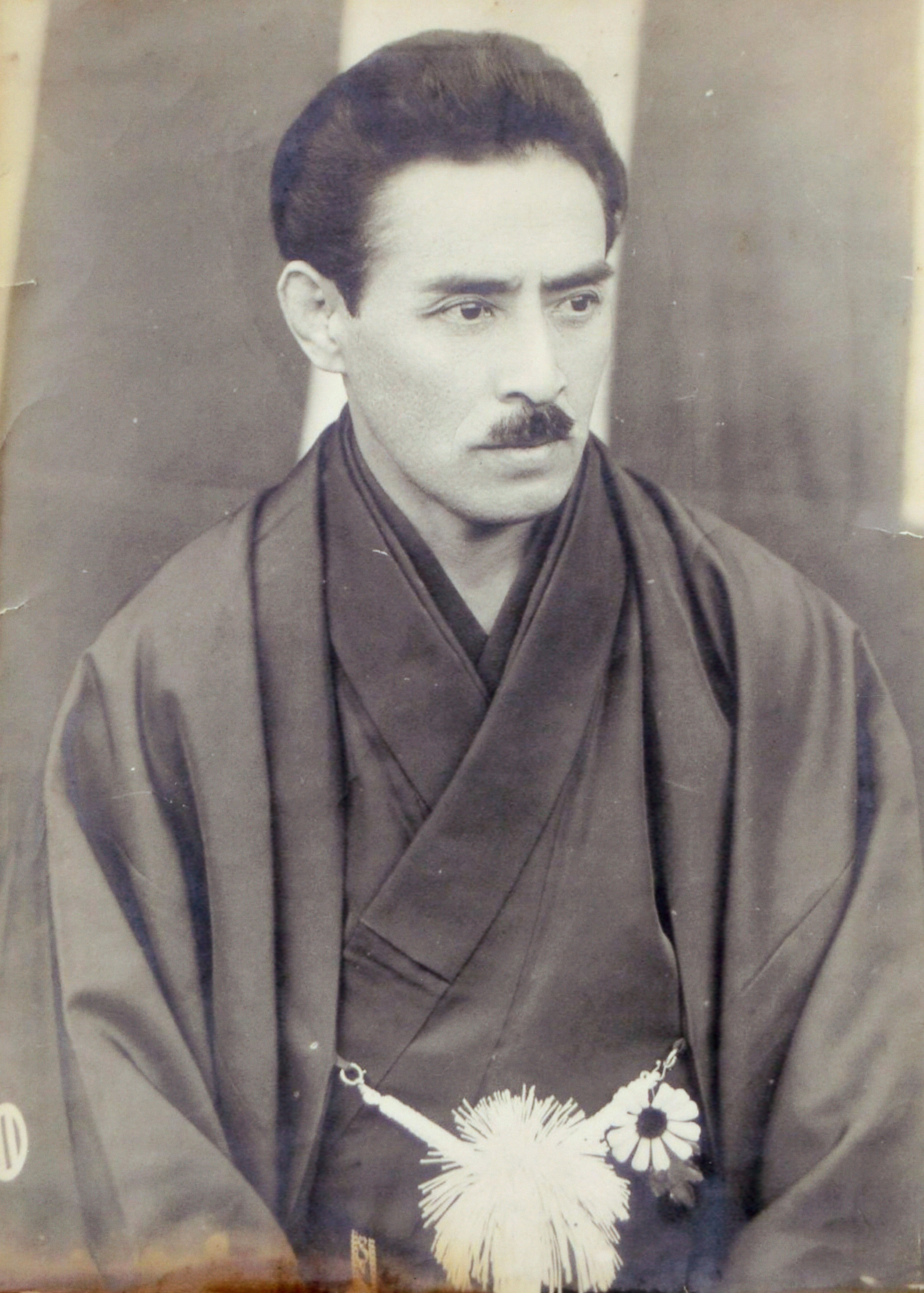
久慈武徳殿落成にあたり郷里に帰郷した際に撮影（1931年）

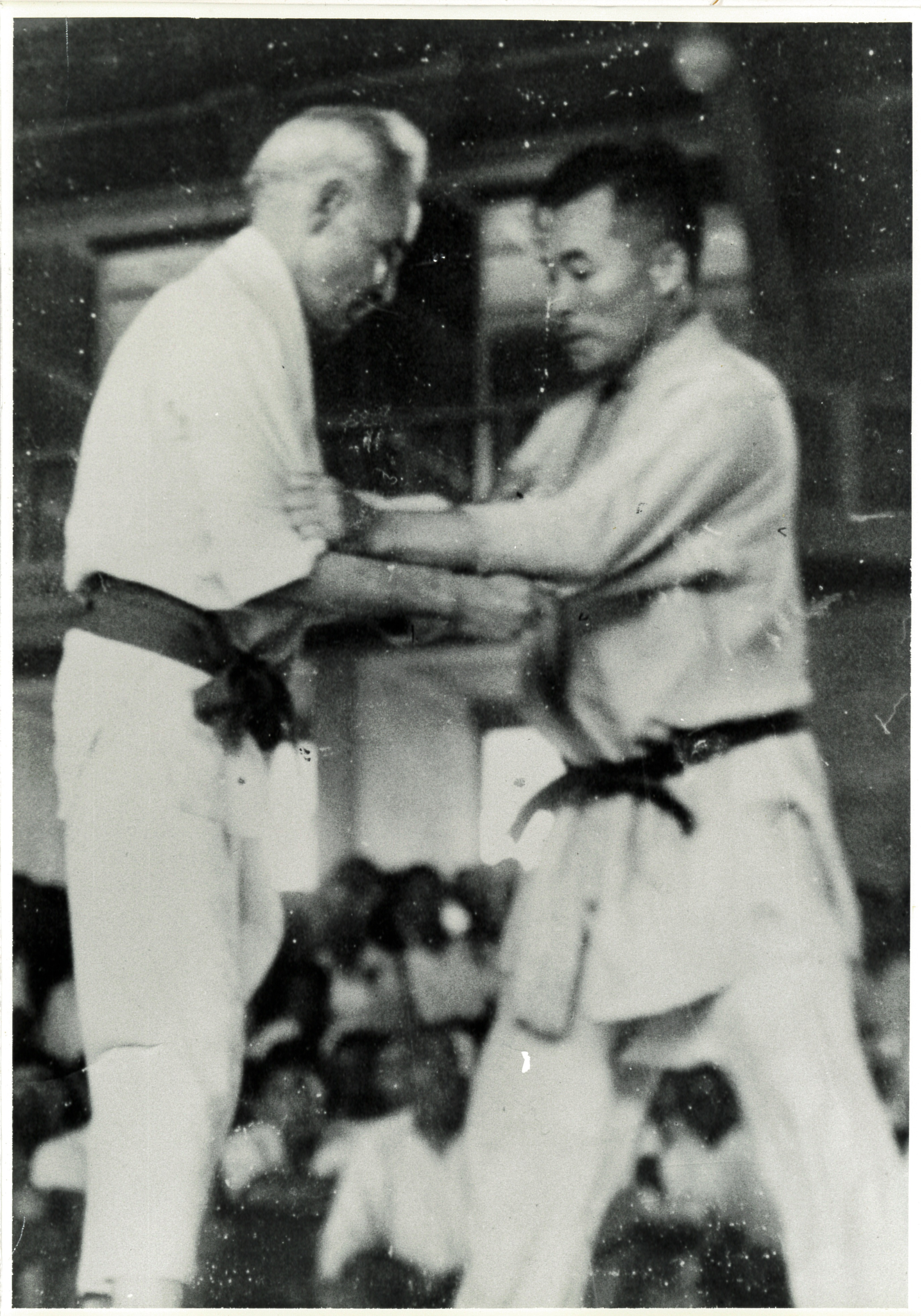
郷里久慈町（のちの久慈市）における模範乱取り（三船久蔵（左）と郷里の柔道家晴山福一郎 （右）1952年）

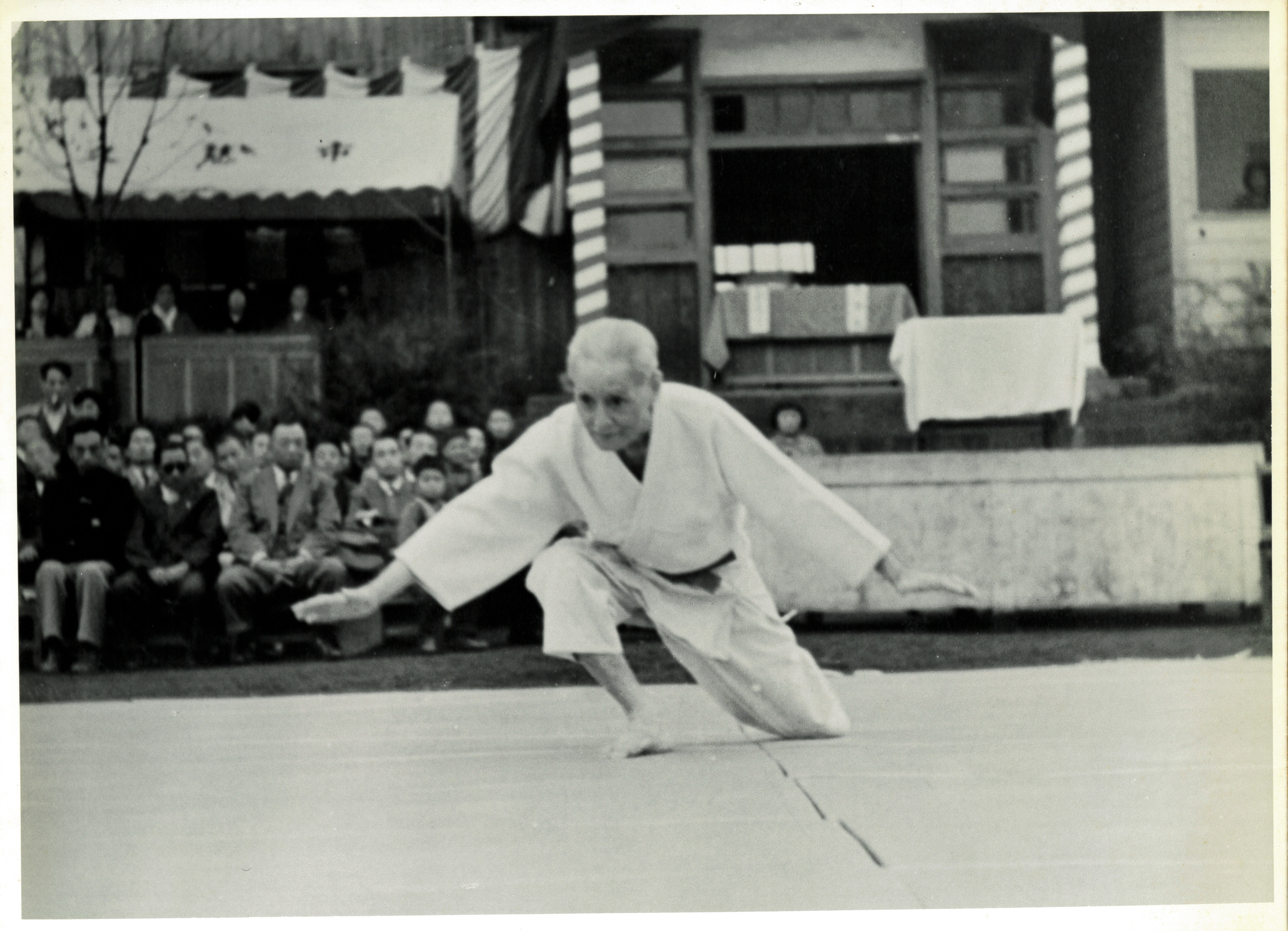
郷里久慈市における演武（1950年代後半）

1883年（明治16年）岩手県九戸郡久慈町（のちの久慈市）に生まれる。久慈尋常高等小学校卒業後、郡役所に勤めるも数日で退職。呆れた父は一関中学（のちの岩手県立一関第一高等学校）から遠く離れた仙台二中（のちの宮城県仙台第二高等学校）に進ませた。そこで柔道に出会った三船は詳しく学ぶため（旧制）第二高等学校（のちの東北大学）に通い詰めて師範の大和田義一に熱心に教えを受け、後に仙台二中に柔道部をつくった。仙台には三船と互角に戦える相手がいなかったため、1903年（明治36年）に上京して講道館に入門。横山作次郎の弟子となる。1904年（明治37年）に早稲田大学予科に入学し、翌年には慶應義塾大学部理財科に入学した（当時の早稲田および慶應は呼称のみの大学で、法的には旧制専門学校）。
球車、大車、踵返、腕挫三角固、かに挟み逆（飛びつき十字固め）等多数の新技を発明し、その真髄といえるのが隅落（別名空気投げ）である。講道館では横山作次郎に師事。講道館指南役、東京帝大・明大・日本体育専門学校（のちの日本体育大学）・旧制日本大学中学校（のちの日本大学第一高等学校）等多数の大学・専門学校、警視庁等の柔道師範として柔道の普及、後進の育成にも多大な功績を残した。
1954年（昭和29年）、久慈市名誉市民。1956年（昭和31年）、紫綬褒章。1961年（昭和36年）に文化功労者に選出される。1964年（昭和39年）には勲三等旭日中綬章を受章した。
柔道審判員としても活動し、1956年に東京で開催された世界柔道選手権大会で審判を務めている。1964年の東京オリンピックでは柔道競技運営委員を務め、国際的競技としての「柔道の完成」を見守った。その翌年の1965年（昭和40年）1月27日、喉頭腫瘍と肺炎のため81歳で永眠。同日、勲二等瑞宝章を授与され、正四位に叙される。
| 段位 | 年月日         | 年齢 |
| ---- | -------------- | ---- |
| 入門 | 1903年7月26日  | 20歳 |
| 初段 | 1904年10月23日 | 21歳 |
| 二段 | 1905年2月19日  | 21歳 |
| 三段 | 1906年1月14日  | 22歳 |
| 四段 | 1907年5月23日  | 24歳 |
| 五段 | 1909年1月9日   | 25歳 |
| 六段 | 1917年1月14日  | 33歳 |
| 七段 | 1923年1月14日  | 40歳 |
| 八段 | 1931年1月25日  | 48歳 |
| 九段 | 1937年12月22日 | 54歳 |
| 十段 | 1945年5月25日  | 62歳 |

## 逸話
若き日には、後年最後の連合艦隊司令長官となる小沢治三郎に、柔道の技で橋の上から投げ飛ばされたというエピソードがある。なお、三船の墓は鎌倉市内の霊園にあり、その霊園には小沢治三郎の墓もある。
小柄な三船がスイスイと体をかわすだけで相手選手が面白いように転がる「空気投げ」の様子は、当時の高段者達からは冷やかに見られていた。また三船自身も、下の者に対しては成功していたものの実力対等の相手に対しての有用性については一抹の疑念を抱いていた。1930年（昭和5年）11月に開催された第1回全日本柔道選士権での特別試合（模範試合）において、佐村嘉一郎七段を「空気投げ」で見事に投げて一本勝ちを収めて2万人の大観衆の前で技の効果を証明すると、会場の明治神宮外苑相撲場は大きな拍手に包まれたという。
三船によると、空気投げは、「相手が大きいほど技をきめやすい」という。
故郷久慈市の名誉市民第1号で、久慈市では1958年（昭和33年）に三船記念館を設立。1990年（平成2年）には三船十段記念館が設立され、三船十段杯争奪柔道大会を毎年開催。かつては三船十段杯久慈国際親善柔道大会を開催していた。主な出身者に、1981年世界柔道選手権大会65 kg級王者の柏崎克彦など。

## 主な著作
- 『柔道講座』（1～5）、工藤一三、 松本芳三との共編、白水社、1955年～1956年
- 『道と術　柔道教典』誠文堂新光社、1954年
- 『Canon of Judo』Seibundo-Shinkosha Pub. Co.、1956年
- 『柔道の真髄:道と術』誠文堂新光社、1965年4月10日。
- 『柔道の真髄 Mifune Kyuzo the essence of judo』（DVD）クエスト、2005年

## 三船久蔵を題材にした作品
- 『名人三船久蔵』 - （小説）川原衛門著、岩手日報夕刊連載（1965年2月23日から56回連載）
- 『琥珀の技』 - （小説）三好京三著、1985年文芸春秋
- 『「柔道の神様」とよばれた男』 - （小説）嶋津義忠著、2013年PHP研究所
- 『柔道開眼　講道館三船十段物語』 - （小説）秋永芳郎著、1965年芸文社

## 関連文献
- 『教育書道　三船十段文武一道展特集』日本教育書道連盟、1985年
- 『岩手の先人100人』岩手日報社、1987年
- 『三船久蔵（まんが岩手人物シリーズ2）』岩手日報社出版部、1988年
- 飯塚一陽『柔道を創った男たち』文芸春秋、1990年
- 松本鳴弦楼『柔道名試合物語』河出書房、1956年